# World Series of Poker 1972
Le World Series of Poker 1972 furono la terza edizione della manifestazione. Si tennero dal 7 al 16 maggio presso il casinò Binion's Horseshoe di Las Vegas.
Il vincitore del Main Event fu Thomas "Amarillo Slim" Preston.

## Evento preliminare
| Evento                 | Vincitore | Premio  |
| ---------------------- | --------- | ------- |
| $10.000 Five-Card Stud | Bill Boyd | $20.000 |

## Main Event
I partecipanti al Main Event furono 8. Ciascuno di essi pagò un buy-in di 5.000 dollari. Benny Binion, proprietario del casinò che ospitò l'evento, aggiunse ulteriori 5.000 dollari nel montepremi per ognuno dei partecipanti, allo scopo di pubblicizzare maggiormente il torneo ed il proprio casinò.
Doyle Brunson, quando erano rimasti in gara solo tre concorrenti, cedette per 20.000 dollari le sue chips agli altri giocatori, in quanto, a causa dell'influenza, non si sentì in grado di continuare.
| Piazzamento | Nome                           | Premio  |
| ----------- | ------------------------------ | ------- |
| 1°          | Thomas "Amarillo Slim" Preston | $80.000 |
| 2°          | Walter "Puggy" Pearson         | $0      |
| 3°          | Doyle Brunson                  | $0      |
| 4°          | Crandell Addington             | $0      |
| 5°          | Jack Straus                    | $0      |
| 6°          | Johnny Moss                    | $0      |
| 7°          | "Jolly" Roger Van Ausdall      | $0      |
| 8°          | Jimmy Casella                  | $0      |